# LSG
LSG är en amerikansk supergrupp inom genren R&B som bildades 1996 av R&B-artisterna Gerald Levert (avliden 2006) från Cleveland, Ohio, Keith Sweat från Harlem, New York och Johnny Gill (även känd som medlem i New Edition) från Washington, D.C.. Gruppens namn kommer från medlemmarnas första bokstäver i deras efternamn (Levert, Sweat, Gill).
1997 släppte LSG sitt debutalbum Levert.Sweat.Gill som väldigt snabbt sålde platina tack vare att låten "My Body" som fanns med på albumet toppade musiklistorna. 2003 släppte de sitt andra album LSG2.
Den 12 september 2013 så meddelade Johnny Gill under The Arsenio Hall Show att Gerald Leverts far Eddie Levert skulle ersätta sin son som L:et i LSG efter dennes död 2006.